# Laura Littardi
Laura Littardi (* 2. Januar 1960 in Sanremo; † 11. August 2024 in Saint-Mandé) war eine italienische Jazzmusikerin (Gesang, Komposition), die in Frankreich erfolgreich war.

## Leben und Wirken
Littardi studierte Fremdsprachen und zog Anfang der 1980er Jahre ins Ausland. Sie lebte zwei Jahre in London und zehn Monate in München, bevor sie kurz nach Italien zurückkehrte. Als Sängerin war sie zunächst Autodidakt. Mit einer Popgruppe sang sie einen Sommer lang in Israel, später reiste sie fünf Monate lang durch Europa. Ende 1984 zog sie nach Paris, wo sie zunächst als Chefsekretärin und in der Leitung eines Bekleidungsgeschäfts in Les Halles arbeitete. Dann sang sie in einer Progressive-Rock-Band. Ende der 1980er Jahre besuchte sie für ein Jahr die Pariser Jazzschule Centre d’informations musicales.
Littardi sang zunächst in Restaurants und Bars. Gemeinsam mit Thierry Peala trat sie dem Vokalensemble Six 1/2 bei und war an dessen erstem Album New York-Paris-Nice beteiligt. Dann schloss sie sich (wie auch Peala) dem Projekt Octovoice von Sylvain Beuf an, in dem sie fünf Jahre lang sang. 2002 nahm sie ihr erstes Soloalbum Senza Paura mit ihrem damaligen Trio auf, das aus Pierrick Hardy an der Gitarre und Nicolas Krassik an der Violine bestand. Mit ihrem zweiten Album Inner Dance, das sie 2012 veröffentlichte und das größtenteils dem Pop und Soul der 1970er Jahre gewidmet war, etwablierte sie sich endgültig als Jazzvokalistin. 2017 entstand das Serge Gainsbourg gewidmetes Album Gainsbourg etc... Featuring Laura L. Auf der Bühne arbeitete sie weiterhin mit Musikern wie Francesco Bearzatti, Renato D’Aiello, Alain Jean-Marie, Carine Bonnefoy, André Ceccarelli oder Fabrice Moreau.
Littardi war auch eine Interpretin brasilianischer Lieder. Außerdem trat sie regelmäßig beim Crest Jazz auf und lehrte in zahlreichen Projekten. Seit mehreren Jahren kämpfte sie gegen eine Myositis.